# Trichoplusia ignescens
Trichoplusia ignescens là một loài bướm đêm trong họ Noctuidae.